# Petit cercle

petit cercle d'une sphère.

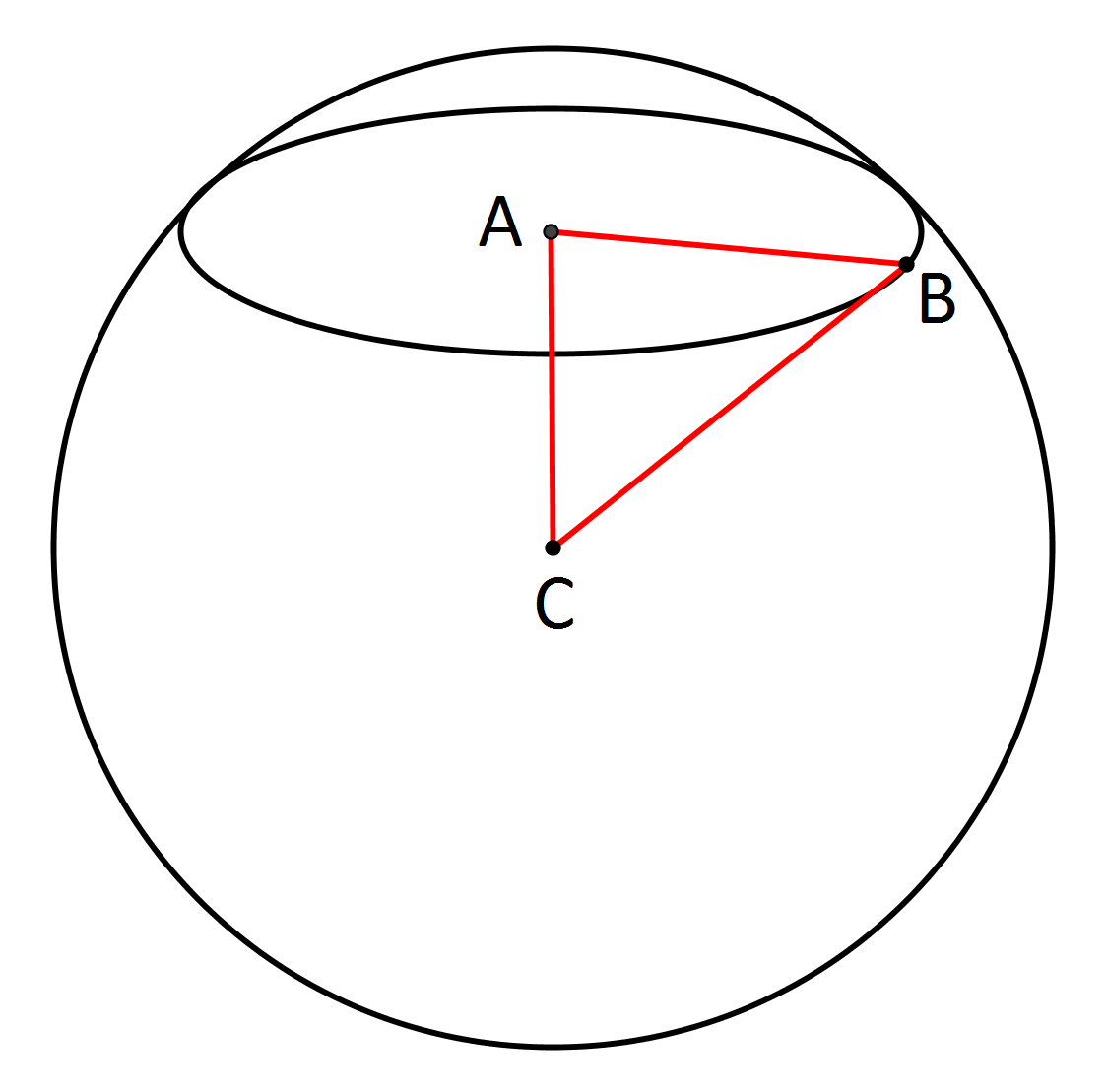
, où C est le centre de la sphère, A est le centre du petit cercle, et B est un point de la limite du petit cercle. Par conséquent, connaissant le rayon de la sphère et la distance entre le plan du petit cercle et C, le rayon du petit cercle peut être déterminé à l'aide du théorème de Pythagore.

Sur une sphère, un petit cercle est son intersection par un plan ne contenant pas le centre de la sphère. L'antonyme de « petit cercle » est « grand cercle ».

## Sur Terre
Sur la Terre (sphérique en première approximation), le cercle arctique, le cercle antarctique et les deux tropiques sont ainsi des petits cercles, alors que l'équateur et les méridiens sont des grands cercles.

## Terminologie associée
Le diamètre de la sphère qui passe par le centre du cercle est appelé son axe et les points d'extrémité de ce diamètre sont appelés ses pôles. Un cercle d'une sphère peut également être défini comme l'ensemble des points situés à une distance angulaire donnée d'un pôle donné. 

## Intersection sphère-plan
Lorsque l'intersection d'une sphère et d'un plan n'est pas vide ou ne comporte pas un seul point, il s'agit d'un cercle. Ceci peut être vu comme suit : 
Soit S une sphère de centre O, P un plan qui coupe S. On trace OE perpendiculaire à P et rencontrant P en E. Soient A et B deux points différents dans l'intersection. Alors AOE et BOE sont des triangles droits avec un côté commun, OE, et des hypoténuses AO et BO égales. Par conséquent, les autres côtés AE et BE sont égaux. Cela prouve que tous les points de l'intersection sont à la même distance du point E dans le plan P, en d'autres termes, tous les points de l'intersection se trouvent sur un cercle C avec le centre E. Ceci prouve que l'intersection de P et S est contenue dans C. On notera que OE est l'axe du cercle.
On considère maintenant un point D du cercle C. Puisque C est contenu dans P, D l'est aussi. D'autre part, les triangles AOE et DOE sont des triangles rectangles avec un côté commun, OE, et des branches EA et ED égales. Par conséquent, les hypoténuses AO et DO sont égales, et égales au rayon de S, de sorte que D est situé dans S. Ceci prouve que C est contenu dans l'intersection de P et S. 
En corollaire, sur une sphère, il existe exactement un cercle qui peut être tracé par trois points donnés.
La preuve peut être étendue pour montrer que les points d'un cercle sont tous à une distance angulaire commune de l'un de ses pôles.

## Intersection sphère-sphère
Pour montrer qu'une intersection non triviale de deux sphères est un cercle, supposons (sans perte de généralité) qu'une sphère (de rayon R) est centrée à l'origine. Les points sur cette sphère vérifient :
{\displaystyle x^{2}+y^{2}+z^{2}=R^{2}.}
Toujours sans perte de généralité, supposons que la deuxième sphère, de rayon r, est centrée en un point de l'axe des x positif, à la distance a de l'origine. Ses points vérifient :
{\displaystyle (x-a)^{2}+y^{2}+z^{2}=r^{2}.}
L'intersection des sphères est l'ensemble des points satisfaisant aux deux équations. En soustrayant les équations, on obtient:
{\displaystyle {\begin{aligned}(x-a)^{2}-x^{2}&=r^{2}-R^{2}\\a^{2}-2ax&=r^{2}-R^{2}\\x&={\frac {a^{2}+R^{2}-r^{2}}{2a}}.\end{aligned}}}
Dans le cas singulier {\displaystyle a=0}, les sphères sont concentriques. Il y a deux possibilités : si {\displaystyle R=r}, les sphères coïncident, et l'intersection est la sphère entière ; si {\displaystyle R\not =r}, les sphères sont disjointes et l'intersection est vide. Lorsque a est non nul, l'intersection se trouve dans un plan vertical avec cette coordonnée x, qui peut couper les deux sphères, être tangente aux deux sphères, ou externe aux deux sphères. Le résultat découle de la preuve précédente pour les intersections sphère-plan.